# Дзуарикау — Цхинвал
Дзуарика́у — Цхинва́л — некоммерческий экспортный газопровод из России в Южную Осетию. Является самым высокогорным в мире. Начинается в селе Дзуарикау (Северная Осетия), далее проходит через Кавказский хребет, затем через город Квайса, и до города Цхинвала. Планируются ответвления от основной магистрали во все районы республики, в том числе и Ленингорский район.
Начало строительства в 2006 году. Открытие состоялось 26 августа 2009 года.

## Характеристики
Общая длина — 175 км, мощность — 252,5 млн кубометров газа в год. Диаметр трубы — 426 мм. Рабочее давление — 50 атмосфер. На трассе проложено 15 тоннелей общей длиной 1848 метров, построено 29 переходов через водоёмы. Труба проходит через пять горных хребтов. Протяжённость по территории Южной Осетии — 75 км. Стоимость строительства составила 15 миллиардов рублей. Высшая точка газопровода — Кударский перевал — 3148 метров над уровнем моря.

## Заказчик
Заказчиком строительства газопровода является дочерняя компания «Газпрома» ООО «Газпром трансгаз Ставрополь» (ранее — ООО «Кавказтрансгаз»). Фирма-подрядчик строительства — ГК «Стройпрогресс» (директор Альберт Джуссоев). В августе 2008 года Юрий Морозов (тогда председатель Правительства Южной Осетии) заявлял, что заказчиком и исполнителем строительства газопровода «Дзуарикау-Цхинвал» является компания «Итера». 
На фоне конфликта Джуссоева и президента Южной Осетии Эдуарда Кокойты Генпрокуратура РЮО объявила Джуссоева в розыск за день до пуска газопровода, вследствие чего тот не участвовал в церемонии его открытия.

## Особенности строительства
Газопровод является самым высокогорным в мире. «Газпром» уже собрал необходимые на него документы для занесения газопровода в Книгу рекордов Гиннесса. Маршрут прокладки технически сложен. Мнение Вячеслава Соркина: «Здесь трасса настолько сложная, что техника, которую мы используем, не выдерживает. Эта техника абсолютно не адаптирована к таким условиям. Но всё зависит от наших усилий».
Запуск газопровода неоднократно переносился из-за сложных технических условий прокладки и организационных конфликтов. 

### Прокладка трубы по территории заповедника
Маршрут газопровода прошёл по территории государственного заповедника в Северной Осетии. Стоимость вырубленного леса оценивается в 20 млн рублей.

«Любое вмешательство в естественную среду приведет к изменениям. Ландшафт местами будет нарушен, но существует проект рекультивации земель, которые подлежат нарушению, потому что газопровод проходит под землей. Нарушенные ландшафты планируется восстановить. По возможности, в семи местах будут построены подпорные стены, там, где „подрезали“ горы» — Виталий Кокоев.

При строительстве были допущены различные нарушения природоохранного законодательства. По всем нарушениям заведены административные производства. 

«Во-первых, это отчасти, несоблюдение условий проекта: отступление от рекомендуемой проектом ширины полосы отвода, в рамках которого должно вестись строительство. Вместо 20 метров, местами было 30-35 метров, что, естественно, ведет за собой дополнительный ущерб, наносимый окружающей среде. На определенных участках по проекту было предложено вывозить грунт на другие площадки, а его прямо сбрасывали в русло реки. По данным вопросам возбуждены административные производства, и всем субподрядчикам прокуратурой Алагирского района были предъявлены штрафные санкции» — Виталий Кокоев.

Время от времени проводятся проверки строительства на предмет нарушения природоохранных норм.
Виталий Кокоев считает, что урон, приносимый природе в связи со строительством, стоит того, чтобы люди прекратили вырубать деревья для отопления своих домов, и пользовались природным газом.

## Значение газопровода
Запуск газопровода позволил Южной Осетии избавиться от зависимости от поставок газа из Грузии по газопроводу Агара — Цхинвал, которые не раз прерывались с грузинской стороны по политическим причинам. Тем более, что Грузия продаёт Южной Осетии газ по 645 лари (около 450 долларов) за тысячу м³, что в три раза дороже, чем планируемая цена за газ из России.

«Тем самым практически, конечно же, лишимся последнего рычага давления на нашу республику со стороны Грузии» — Эдуард Кокойты.

Также попутно были газифицированы сёла Алагирского района Северной Осетии.
Параллельно в республику проводятся высоковольтные линии и оптико-волоконная связь.

## Стоимость газа
Председатель правительства Южной Осетии Вадим Бровцев заявил, что республика получает российский газ по газопроводу «Дзуарикау-Цхинвал» по цене 7,32 рублей за м³, но для потребителей стоимость газа составит 4,18 рубля за кубометр, так как остальное доплачивается из бюджета страны.
До 26 августа 2009 года газ в Южную Осетию поступал с перерывами через Грузию по цене 13,8 рубля за кубометр. Для населения стоимость компенсировалась бюджетом Южной Осетии до 4,18 руб. за кубометр.

## Этапы строительства

### 2006 год
- 22 марта — заседание правительств Северной и Южной Осетии. Обсуждались вопросы строительства газопровода[19].

### 2007 год
- Конец 2007 года — предполагаемая дата запуска газопровода. Об этом заявлял Юрий Морозов в начале 2007 года. Потом срок сдачи газопровода был перенесен[9].

### 2008 год
- 29 мая в торжественной обстановке в селе Кобет Дзауского района была осуществлена сварка первого шва газопровода на территории Южной Осетии[15].

### 2009 год
- 30 апреля — начался этап испытания стартового узла на газопроводе. В трубы была закачана вода под давлением для проверки прочности. Прошли успешно, всего узлов 12.
- 8—14 мая Александр Барт вместе с членами Правительства РЮО и генподрядчиком объезжали все объекты газопровода и осматривали их состояние на месте.
- 14 мая — Состоялось заседание Штаба по взаимодействию строительству газопровода «Дзуарикау—Цхинвал» на участке от Кударского перевала до Цхинвала[20][21].
- В июне завершены испытания на участке от Зарамаг до Кударского перевала протяжённостью около 17 км[8].
- Эдуард Кокойты предлагал назначить запуск газопровода на 8 августа 2009 года, что являлось бы символичной датой — ровно год с момента начала боёв в Южной Осетии[22].
- 26 августа состоялось торжественное открытие газопровода в городе Цхинвал[2].